# Lijst van beelden in Eersel
Dit is een (onvolledige) chronologische lijst van beelden in Eersel. Onder een beeld wordt hier verstaan elk driedimensionaal kunstwerk in de openbare ruimte van de Nederlandse gemeente Eersel, waarbij beeld wordt gebruikt als verzamelbegrip voor sculpturen, standbeelden, installaties, gedenktekens en overige beeldhouwwerken.

## Eersel
| Geplaatst      | Omschrijving                                                 | Kunstenaar                | Straat                              | Plaats   | Materiaal | Afbeelding       |
| -------------- | ------------------------------------------------------------ | ------------------------- | ----------------------------------- | -------- | --------- | ---------------- |
| 1887           | Calvarieberg                                                 |                           | Servatiusstraat 8 (begr.pl)         | Vessem   |           |                  |
| 1897           | Calvariegroep                                                | Van Opstal-Pauwels        | Servatiusstraat 8 (kerk)            | Vessem   |           |                  |
| 1898/1928/1973 |                                                              |                           | Jan Smuldersstraat15                | Vessem   |           |                  |
| ca. 1925       | Heilig Hartbeeld                                             |                           | Pastoor Eykenweg                    | Knegsel  |           |                  |
| 1927           | Heilig Hartbeeld                                             | Jules Déchin              | Willibrordusstraat                  | Wintelre |           | Heilig Hartbeeld |
| 1937           | Kruisbeeld                                                   |                           | Veldhovenseweg                      | Knegsel  |           |                  |
| 1939           | Heilig Hartbeeld                                             | Johannes Houbraken        | Het Groen / Schutsboomstraat        | Knegsel  |           |                  |
|                | Sint Willibrord                                              |                           | St. Lucijweg (kerk)                 | Steensel |           |                  |
| 1945           | Tableau Beekvliet                                            | Albert Meertens           | Eikenburg                           | Eersel   |           |                  |
| ca. 1945       | Sint Joseph                                                  | Albert Meertens           | Eikenburg                           | Eersel   |           |                  |
|                | Sint Willibrord                                              |                           | Kerkstraat 31 (kerk)                | Eersel   |           |                  |
| ca. 1957       | De contente mens                                             | Richard Bertels           | Markt                               | Eersel   |           | Contente mens    |
| 1969           | De Pronte Vrouw                                              | Guus Hellegers            | Markt                               | Eersel   |           |                  |
|                | Vrouw met Wan                                                |                           | Wanmolen                            | Eersel   | steen     |                  |
| ca. 1981       | Moeder en kind                                               |                           | Gaobertstraat                       | Eersel   |           |                  |
| 1983/2006      | Obelisk                                                      | Theo van Bunschot         | Servatiusstraat                     | Vessem   |           |                  |
| 1987           | Zuil                                                         |                           | Postelseweg / Wolverstraat          | Eersel   | steen     | Zuil             |
| 1987           | De Kei                                                       | Geus Holst                | Jan Smudersstraat / Hoogeloonseweg  | Vessem   |           |                  |
| 1990           | Eeuwige Stad                                                 | Luc Huijbregts            | Wethouder Poeliejoepark             | Eersel   |           |                  |
| 1990           | Samenspraak                                                  | Tjikkie Kreuger, Knegsel  | Kerkstraat / Den Dries              | Wintelre |           |                  |
| 1990           | Herdenkingsmonument 1940-1945                                | vd Sangen & Oosterbosch   | Pastoor vd Heijdenstraat            | Wintelre |           |                  |
| 1992           | Charon                                                       | Hans van Eerd             | Groenewoud / Den Hofpad             | Vessem   |           | Charon           |
| 1997           | Goei moeder                                                  | Marja van Riel            | Smitseind (plein)                   | Duizel   |           |                  |
| 1997           | Ondernemers Vereniging Duizel                                |                           | Smitseind (plein)                   | Duizel   |           |                  |
| 2001           | Vredesduif                                                   | Marja van Riel            | Wethouder Poeliejoepark             | Eersel   |           |                  |
| 2001           | Ossen                                                        | Antoinette Briët          | Kloosterstraat / Willibrordusstraat | Wintelre |           |                  |
| 2002           | Mijnheer Pastoor                                             | Tjikkie Kreuger, Knegsel  | Het Groen / Steenselseweg           | Knegsel  |           |                  |
| 2003           | Gebroeders                                                   | Martijn Kox & Ria Nouwen  | Smitseind 35 (school)               | Duizel   |           |                  |
| 2004           | Drie schikgodinnen                                           | Saskia Pfaeltzer          | Frans van Nunenstraat (plein)       | Steensel |           |                  |
| 2005           | Het Kloppend Hart                                            | Ilse van de Ven, Wintelre | Den Dries                           | Wintelre |           |                  |
| 2012           | Herdenkingszuil Coöperatieve roomboterfabriek De klaverbloem | Piet van Hout, Wintelre   | Willibrordusstraat / Kerkstraat     | Wintelre |           |                  |
| 2015           | De Pelgrimmer                                                | Jack Wilting, Wintelre    | Servatiusstraat                     | Vessem   |           |                  |
| 2016           | 300 jaar Gilde St Lucia                                      |                           | Eindhovenseweg / Kerkdreef          | Steensel |           |                  |
|                | Kubus                                                        | Theo Kappé                | Steenstraat                         | Eersel   |           |                  |
|                | Koningen van Toen                                            |                           | Bleekveld / Den Heuvel              | Knegsel  |           |                  |
|                | (sculptuur)                                                  |                           | Wethouder Poeliejoepark             | Eersel   |           |                  |
| 2021           | Het Groene Ei                                                | Marcel Smink              | Molenweg / Nieuwstraat              | Eersel   | staal     | Het groene Ei    |